# Albertin Disseaux
Albertin Disseaux (Boussu-Bois, 17 novembre 1914 – Aulnay-sous-Bois, 10 luglio 2002) è stato un ciclista su strada belga.
Professionista dal 1936 al 1946, vinse il Tour du Nord e il Circuit de l'Ouest nel 1936.

## Carriera
Corse per le squadre francesi Helyett e A. Trialoux, ottenendo sei vittorie in undici anni di professionismo, il Nationale Trofee België, il Tour du Nord e il Circuit de l'Ouest nel 1936, la Bordeaux-Angoulème nel 1942, il Circuit de Paris nel 1943 e la Paris-Dijon nel 1944. Partecipò a tre edizioni del Tour de France, concludendo al settimo posto nel 1939.

## Palmarès
- 1936 (Helyett-Hutchinson, 3 vittorie)

Nationale Trofee België (indipendenti)
Classifica generale Tour du Nord
Classifica generale Circuit de l'Ouest
- 1942 (Helyett-Hutchinson, 1 vittoria)

Bordeaux-Angoulème
- 1943 (Helyett-Hutchinson, 1 vittoria)

Circuit de Paris
- 1944 (A. Trialoux-Wolber, 1 vittoria)

Paris-Dijon

## Piazzamenti

### Grandi Giri
- Tour de France

1937: non partito (17ª tappa, 1ª semitappa)
1938: 12º
1939: 7º

### Classiche monumento
- Giro delle Fiandre

1937: 10º
- Parigi-Roubaix

1937: 19º
1939: 16º
- Liegi-Bastogne-Liegi

1939: 12º